# Puntone

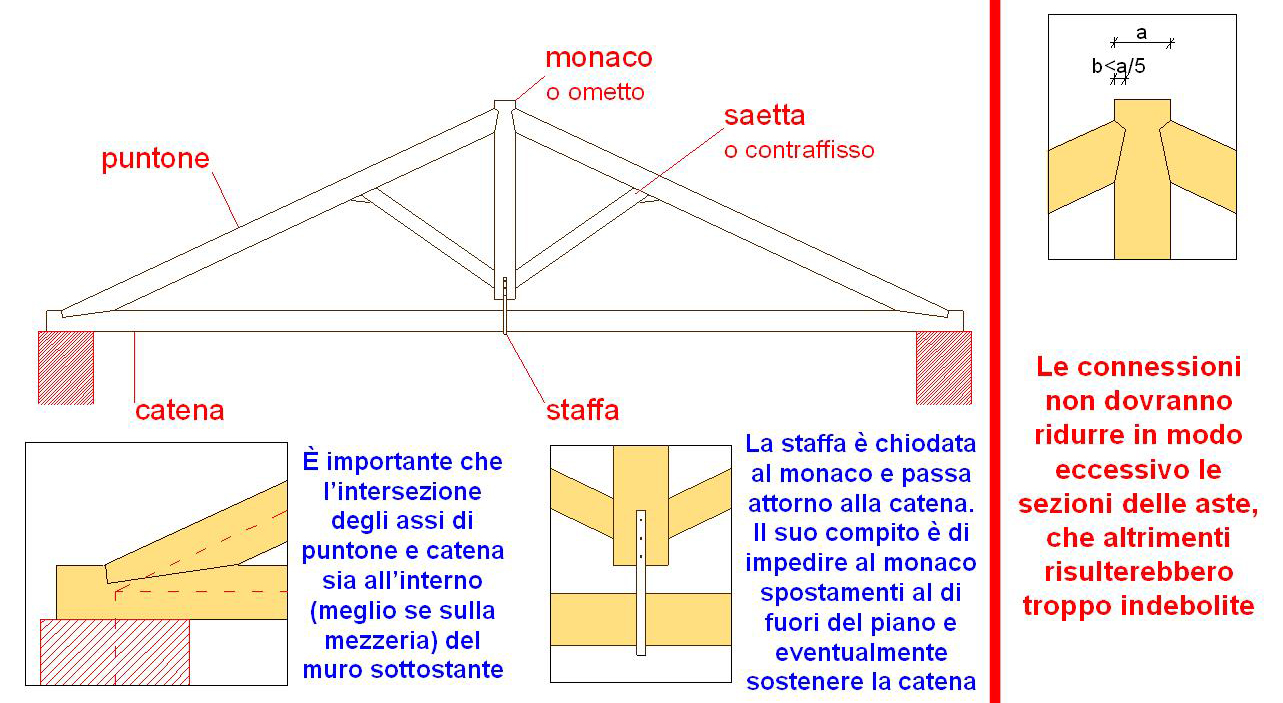
Una capriata all'italiana con evidenziati, fra gli altri elementi strutturali, i puntoni.

Il puntone indica generalmente un elemento strutturale, utilizzato in edilizia, inclinato, ovvero posto su vincoli di appoggio collocati rispettivamente a quotature differenti.
Tale elemento può essere utilizzato singolarmente, con una serie di elementi analoghi separati da una distanza detta di interasse, oppure costituire uno degli elementi strutturali della capriata.

## Elemento strutturale
Dal punto di vista strutturale viene chiamato puntone un elemento che lavora, come si intuisce dal termine, a compressione semplice, a differenza del tirante che invece lavora a trazione semplice.
Il puntone viene chiamato anche "biella compressa" o "asta compressa".
Il tirante e il puntone rappresentano l'elemento finito più semplice: elemento asta o biella. 

Il puntone e il tirante sono gli elementi componenti di travi reticolari isostatiche.

Tale elemento è alla base dello strut and tie method (metodo del puntone e tirante), di recente utilizzato per lo studio delle D regions, basato sull'analogia del traliccio equivalente.

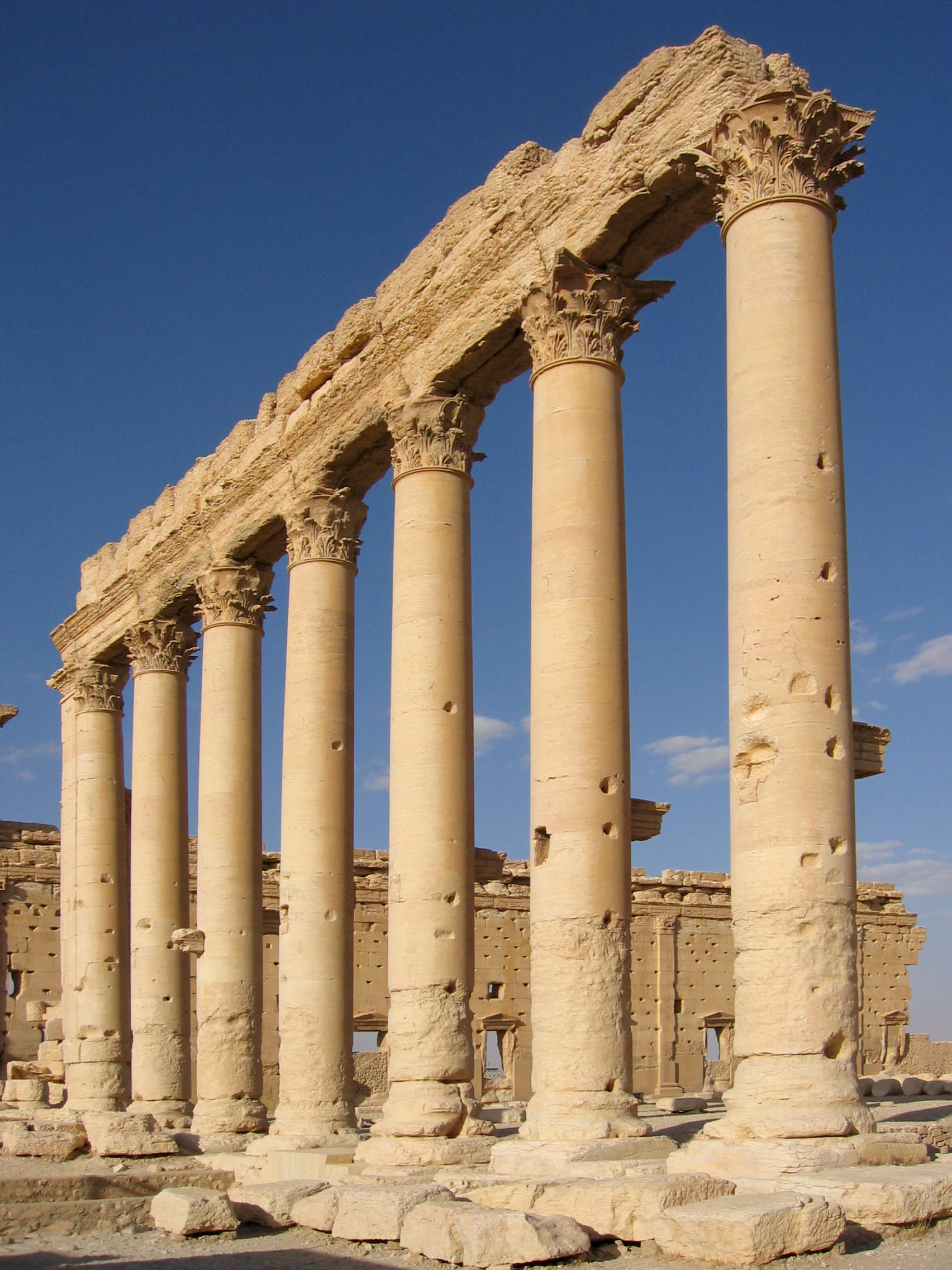
La colonna è un elemento architettonico che strutturalmente ha un comportamento a puntone